# Mellicta nigrobella
Mellicta nigrobella är en fjärilsart som beskrevs av Rocci 1942. Mellicta nigrobella ingår i släktet Mellicta och familjen praktfjärilar. Inga underarter finns listade i Catalogue of Life.